# Liste ale echipelor de fotbal
Prezenta listă prezintă echipele de fotbal grupate pe țări din confederațiile de fotbal ale diferitelor continente.
- Listă a echipelor de fotbal din țările afiliate la AFC (Asia și Australia)
- Listă a echipelor de fotbal din țările afiliate la CAF (Africa)
- Listă a echipelor de fotbal din țările afiliate la CONCACAF (America de Nord și Centrală)
- Listă a echipelor de fotbal din țările afiliate la CONMEBOL (America de Sud)
- Listă a echipelor de fotbal din țările afiliate la OFC (Oceania)
- Listă a echipelor de fotbal din țările afiliate la UEFA (Europa)